# 帕特里夏·韦蒂格
帕特里夏·韦蒂格（英語：Patricia Wettig，1951年12月4日—），女，美国演员。曾获得黄金时段艾美奖戏剧类电视系列剧最佳女配角。